# Ialtris dorsalis
Ialtris dorsalis — вид змій родини полозових (Colubridae). Мешкає в Гаїті і Домініканської Республіки.

## Поширення і екологія
Ialtris dorsalis поширені на острові Гаїті та на сусідніх островах Ваш, Гонав і Тортуга. Вони живуть в мезофільних тропічних лісах, серед лісової підстилки і каміння, на висоті до 300 м над рівнем моря. Відкладають яйця.

## Збереження
МСОП класифікує стан збереження цього виду як близький до загрозливого. Ialtris dorsalis загрожує знищення природного середовища та хижацтво з боку інтродукованих мангустів.